# 多可町立八千代中学校
多可町立八千代中学校（たかちょうりつ やちよちゅうがっこう）は、兵庫県多可郡多可町八千代区中野間にある公立中学校。
創立記念日は9月28日。

## 沿革
- 2005年（平成17年）11月1日 - 町合併により、八千代町立八千代中学校から多可町立八千代中学校に改称。

## 部活動
- 野球部
- ソフトボール部
- サッカー部
- ソフトテニス部
- 吹奏楽部

## 著名な出身者
- 翁田大勢 - プロ野球選手
- 數原顕子 - ソフトボール選手

## 交通アクセス
- 加古川線 西脇市駅より神姫バス 鍛冶屋行き乗車、中町赤十字病院か多可町役場で多可町コミュニティバス「のぎくバス」2コースに乗り換え、八千代プラザ下車すぐ。

## 通学区域が隣接している学校
- 多可町立加美中学校
- 多可町立中町中学校
- 西脇市立西脇南中学校
- 加西市立泉中学校
- 市川町立市川中学校
- 神河町立神河中学校